# FC Mulhouse Basket
El FC Mulhouse Basket fue un equipo de baloncesto francés con sede en la ciudad de Mulhouse. Disputaba sus partidos en la  Salle Marcel Tschanz, los grandes partidos los disputa en el Palais des Sports, con capacidad para 3.700 espectadores.
Debido a los problemas económicos, el equipo entra en suspensión de pagos en febrero de 2018, estando a punto de declararse en quiebra. En verano de ese mismo año se fusiona con el AS Saint-Maurice Pfastatt, formando un nuevo club, el Mulhouse Pfastatt Basket Association.

## Posiciones en liga
| - 1988 - (9) - 1989 - (4) - 1990 - (5) - 1991 - (5) - 1992 - (7) - 1993 - (B) - 1994 - (B) - 1995 - (N2) | - 1997 - (2-N2) - 1998 - (9-B) - 1999 - (12-B) - 2000 - (5-B) - 2001 - (6-B) - 2002 - (13-B) - 2003 - (5-B) - 2004 - (9-B) | - 2005 - (5-B) - 2006 - (11-B) - 2007 - (17-B) - 2008 - (14-N1) - 2009 - (NM2) - 2011 - (NM3) - 2012 - (2-NM2) - 2013 - (3-NM2) | - 2014 - (1-NM2) - 2015 - (6-NM1) - 2016 - (14-NM1) - 2017 - (11-NM2) - 2018 - (14-NM2) |

## Palmarés
- Semifinales Pro B - 2005
- Segundo Grupo D NM2 - 2012
- Campeón Torneo des As - 1989
- Finalista Copa de Francia de Baloncesto - 1953
- Semifinalista Copa Korac - 1991
- Campeón Pro B - 1978
- Campeón Grupo D Nationale Masculine 2 - 2014
- Semifinales Nationale Masculine 2 - 2014